# هربرت كيرشنر
هربرت كيرشنر (بالألمانية: Herbert Kirschner)‏ هو راكب الكنو ألماني، ولد في 7 أبريل 1925 في مانهايم في ألمانيا، وتوفي في 9 أغسطس 2010 في Neulußheim ‏ في ألمانيا.

## وصلات خارجية
- هربرت كيرشنر على موقع أوليمبيديا (الإنجليزية)